# Acronicta fennica
Acronicta fennica är en fjärilsart som beskrevs av Latin 1940. Acronicta fennica ingår i släktet Acronicta och familjen nattflyn. Inga underarter finns listade i Catalogue of Life.